# Weißkopf-Flaumfußtaube
Die Weißkopf-Flaumfußtaube oder Weißkopf-Fruchttaube (Ptilinopus cinctus) ist eine Art der Taubenvögel. Sie kommt in mehreren Unterarten in Südostasien vor.

## Erscheinungsbild

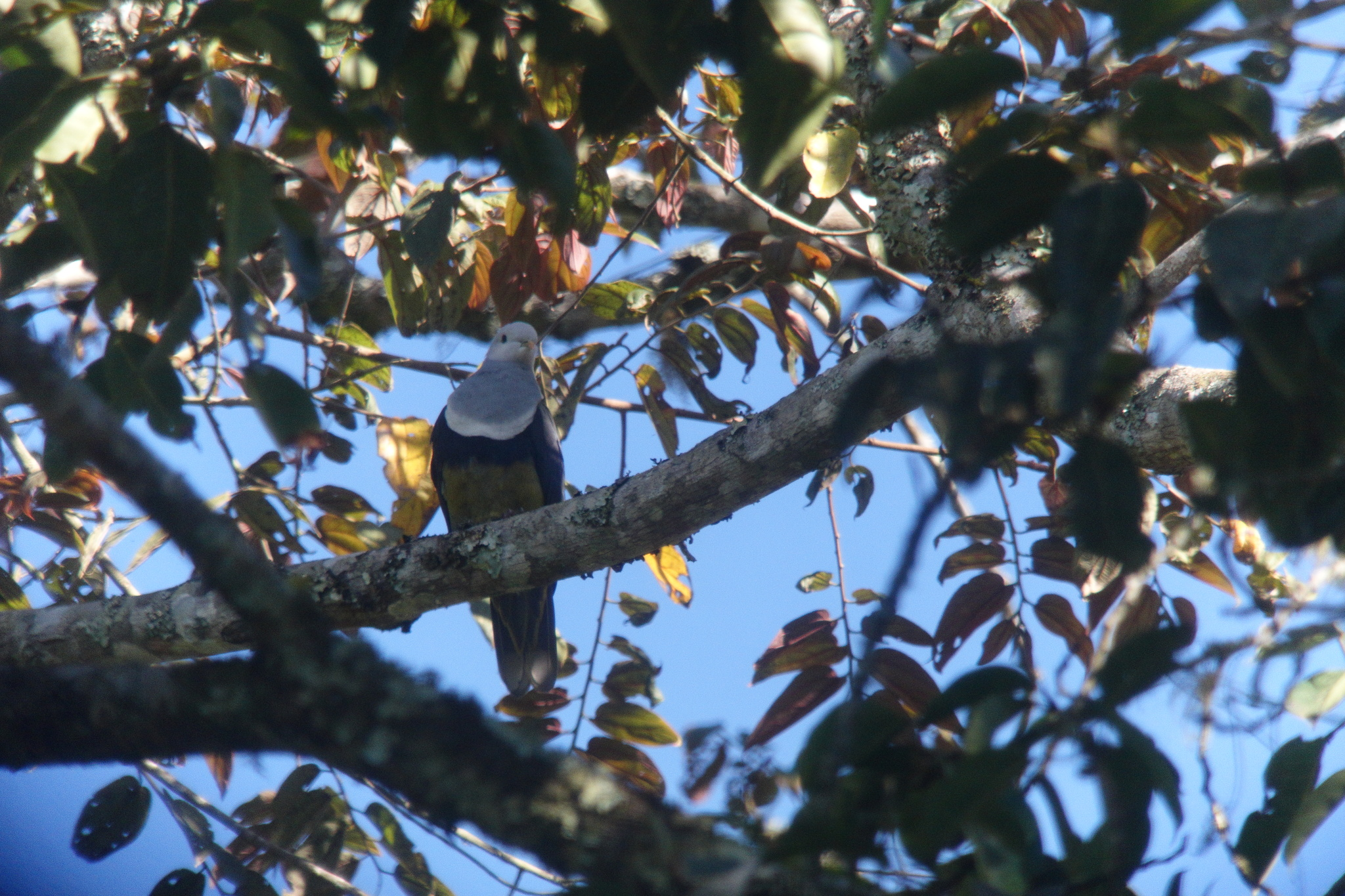
Weißkopf-Flaumfußtaube

Die Weißkopf-Flaumfußtaube erreicht eine Körperlänge von 32 bis 34 Zentimetern. Es handelt sich damit um eine mittelgroße Fruchttaube. Die zahlreichen Unterarten unterscheiden sich durch eine leicht voneinander abweichende Kopf- und Brustfärbung. Ein Geschlechtsdimorphismus existiert dagegen nicht.
Ausgewachsene Weißkopf-Flaumfußtauben haben einen weißen Kopf und Nacken sowie eine weiße Brust, die je nach Unterart gräulich bis gelblich überhaucht ist. Der Mantel, der Rücken sowie die Flügel sind schwarz. In Richtung Bürzel geht dieses Schwarz in ein dunkles Olivgrün über. Die Brust ist vom olivgelben Bauch durch ein breites schwarzes Band abgesetzt. Die Schwanzfedern enden in einem helleren Endband, das je nach Unterart unterschiedlich stark auffällig ist. Die Unterschwanzdecken sind grau.
Der Flug ist schnell und direkt. Die Flügel produzieren ein pfeifendes Fluggeräusch als Instrumentallaut.

## Verbreitung und Verhalten
Die Weißkopf-Flaumfußtaube ist eine endemische Art der kleinen Sunda-Inseln in Indonesien. Sie besiedelt Bali, Lombok, Sumbawa, Flores, Pantar, Alor, Timor, Atauro, Wetar, Romang, Leti, Moa, Luang, Sermata, Teun, Damar, Babar und Nila. Sie ist in vielen Regionen ihres Verbreitungsgebietes eine häufige Art. Ihr Lebensraum sind feuchte, immergrüne Regenwälder. Sie kommt bevorzugt in Primärwäldern vor und ist besonders im Hügelland häufig.
Sie lebt einzeln oder in kleinen Trupps und ist gelegentlich lose mit anderen fruchtfressenden Tauben vergesellschaftet. Sie gilt als halbnomadische Art, da die Bestandszahlen auffällig im Jahresverlauf schwanken. In ihrer Lebensweise ist sie sehr stark an Bäume gebunden. Sie kommt nur selten auf den Boden. Sie frisst Früchte und Beeren. Bei in menschlicher Obhut gepflegten Weißkopf-Flaumfußtauben betrug die Brutzeit 21 Tage. Die Jungvögel verließen 14 Tage nach dem Schlupf das Nest.

## Belege